# Misterios sagrados

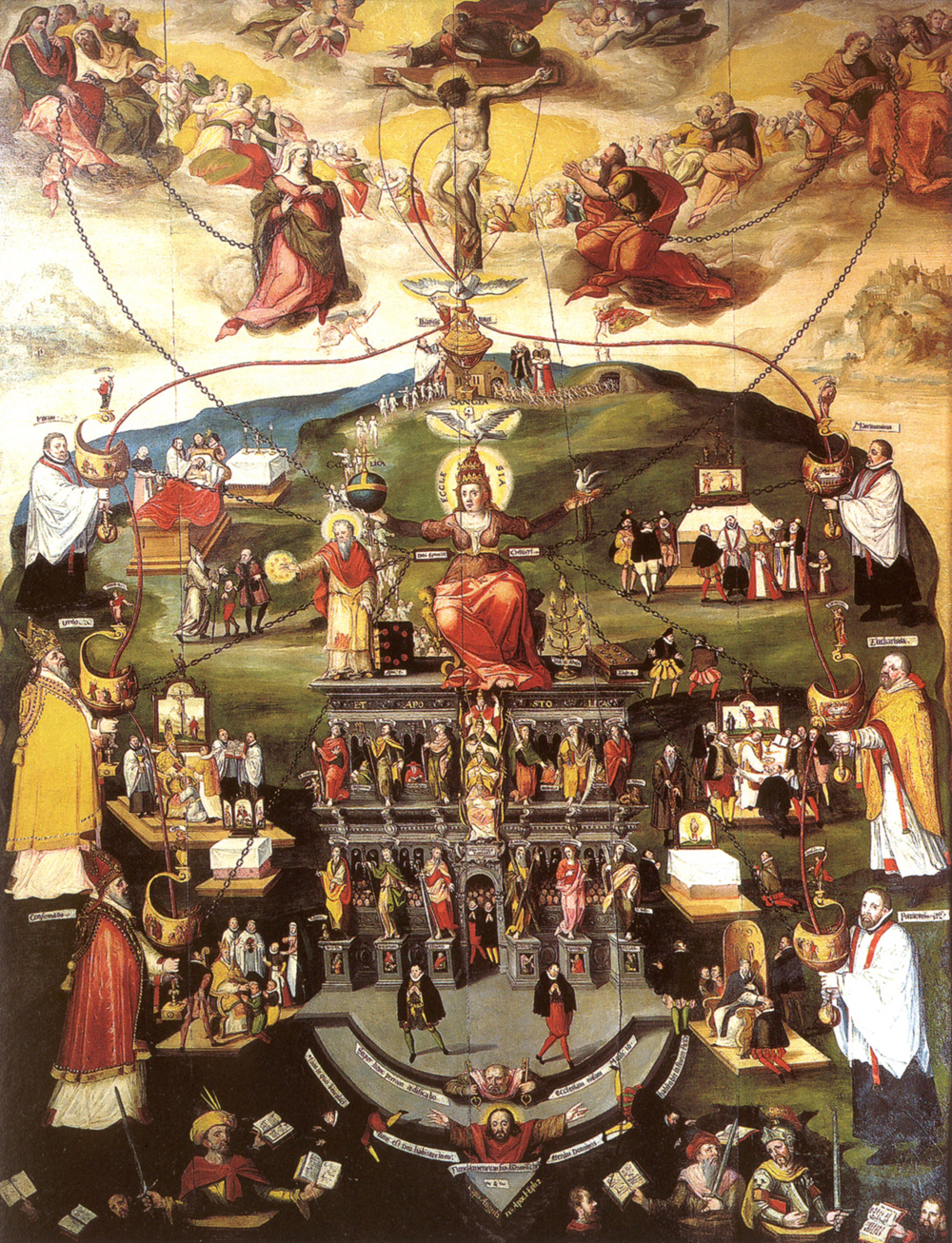
El epitafio de Wrisberg en la catedral de Hildesheim, que muestra la distribución de las gracias divinas por medio de la iglesia y los sacramentos, o misterios. Por Johannes Hopffe 1585.

Los misterios sagrados son las áreas de fenómenos sobrenaturales asociados con una divinidad o una ideología religiosa. Los misterios sagrados pueden ser:
1. Creencias religiosas, rituales o prácticas que se mantienen en secreto para los no creyentes, o categorías más bajas de creyentes, que no han tenido una iniciación en los niveles más altos de creencia (el conocimiento oculto puede llamarse esotérico).
2. Creencias de la religión que son de conocimiento público, pero no pueden explicarse fácilmente por medios racionales o científicos normales.

Aunque el término "misterio" no se usa a menudo en antropología, el acceso por iniciación o rito de paso a creencias secretas es una característica extremadamente común de las religiones indígenas en todo el mundo.
Un mistagogo o hierofante es un poseedor y profesor de conocimiento secreto. Mientras que, el misticismo puede definirse como un área del pensamiento filosófico o religioso que se centra en los misterios.

## Misterios religiosos precristianos
Las religiones de misterio de la antigüedad eran cultos religiosos que requerían el inicio de un "iniciado" hacia un nuevo miembro antes de ser aceptado, y en ocasiones existían diferentes niveles de iniciación, así como doctrinas que eran misterios en el sentido de requerir una explicación sobrenatural. En algunas, partes de la doctrina aparentemente solo eran conocidas por los sacerdotes. Incluían los Misterios Eleusinos, el Mitraismo, el Culto de Isis, el Culto de Sol Invictus y los Esenios. Las tradiciones misteriosas eran populares en la antigua Grecia y durante el apogeo del Imperio Romano, y como se explica a continuación, partes del cristianismo primitivo utilizaban el secreto de la misma manera.

## Misterios cristianos
Aunque el término no es usado por igual por todas las tradiciones cristianas, muchos, si no la mayoría de los aspectos básicos de la teología cristiana requieren una explicación sobrenatural. Por mencionar solo algunos ejemplos clave, estos incluyen la naturaleza de la Trinidad, el nacimiento virginal de Jesús y la resurrección de Jesús. Estos son misterios en el sentido de que no pueden ser explicados o aprehendidos solo por la razón.
La palabra mysterion (μυστήριον) se usa 27 veces en el Nuevo Testamento. No denota tanto el significado del término inglés moderno misterio, sino algo místico. En el griego bíblico, el término se refiere a "aquello que espera ser revelado o interpretado". En la iglesia católica, el término latino es mysterium fidei, "misterio de la fe", definido en el Catecismo de la Iglesia Católica (1997), que significa un misterio escondido en Dios, que nunca puede conocerse a menos que Dios lo revele.
En la Iglesia católica, el Primer Concilio Vaticano reafirmó la existencia de los misterios como una doctrina de la fe católica de la siguiente manera: "Si alguien dice que en la Revelación Divina no hay misterios propiamente llamados (vera et proprie dicta mysteria), sino que a través de la razón correctamente desarrollada (por rationem rite excultam) todos los dogmas de la fe pueden entenderse y demostrarse a partir de principios naturales: sea anatema "(Sess. III, De fide et ratione, can. i). La posición, si no la terminología, de otras iglesias cristianas es esencialmente la misma.
En partes de la Iglesia cristiana primitiva, muchos aspectos de la teología cristiana, incluidos algunos sacramentos y sacramentales, se mantuvieron ocultos a los paganos, la llamada Disciplina arcani, para que no se conviertan en objetos de ridículo y se introdujeran gradualmente en catecúmenos o nuevos conversos Cuando terminó la Era de la Persecución, el secreto se relajó gradualmente. Pero el término siguió usándose, y la misma palabra se usa en las iglesias ortodoxas orientales para describir "misterios" y "sacramentos". Esto no suele ser así en Occidente, aunque teológicamente muchos aspectos de los sacramentos se reconocen como misterios en el sentido principal descrito anteriormente, especialmente (para aquellas iglesias que lo aceptan) la doctrina de la transubstanciación en la Eucaristía. De ahí que la encíclica papal del Papa Pablo VI del 3 de septiembre de 1965 sobre la Eucaristía se titulara, desde sus primeras palabras, Mysterium fidei. En la misa católica de rito romano dentro o inmediatamente después de la fórmula de consagración del vino, el celebrante dice "El misterio de la fe". Originalmente, el término "Misterio" se usaba para los sacramentos en general tanto en el Este como en el Oeste, como se muestra en las "Homilías Mistagógicas" de San Cirilo de Jerusalén y la obra, En los misterios de San Ambrosio de Milán.
Aunque todas las doctrinas oficiales de las iglesias cristianas han sido públicas durante mucho tiempo, el área poco definida del pensamiento cristiano llamada misticismo cristiano a menudo se refiere a la contemplación de los misterios sagrados y puede incluir el desarrollo de teorías personales sobre ellos, asumiendo que nunca pueden ser completamente aprehendidas por el hombre.

### Cristianismo oriental
El término se usa en el cristianismo oriental para referirse a lo que la Iglesia occidental actualmente denomina sacramentos y sacramentales, términos que la Iglesia occidental ha definido cuidadosamente en la Ley Canónica. Así, por ejemplo, el Concilio de Trento declaró que había exactamente siete sacramentos. Las Iglesias orientales, en contraste, nunca han definido los Misterios en términos tan precisos. Y, aunque la Iglesia occidental enseña que el pan y el vino consagrados de la Eucaristía son un solo sacramento, la Divina Liturgia se refiere a la Eucaristía como los Misterios, en plural. Los cristianos ortodoxos siempre han recibido la Sagrada Comunión en ambas especies (tanto el Cuerpo como la Sangre), e incluso se reservan en el tabernáculo. Los Misterios Sagrados pueden definirse como "aquellos actos santos a través de los cuales el Espíritu Santo confiere misteriosa e invisiblemente la Gracia (el poder salvador de Dios) al hombre."
Aunque los materiales de instrucción ortodoxos pueden enumerar siete misterios sagrados (al igual que los siete sacramentos occidentales - nombres occidentales entre paréntesis) - bautismo, crismación (confirmación), confesión (penitencia, reconciliación o confesión), comunión santa (eucaristía o comunión santa), matrimonio (Santo matrimonio), Ordenación (Orden sagrada) y Unción (Unción de los enfermos. Arcaico: Extrema Unción) - debe entenderse que el término no se limita a estos siete. Al igual que en Occidente, se espera que todos los hombres fieles reciban seis de los siete enumerados anteriormente, y pueden o no recibir el del matrimonio o el de ordenación, o ambos; Las mujeres no pueden ser recibidas en el sacerdocio, pero pueden recibir órdenes monásticas.
La vida cristiana se centra en el Misterio de la Encarnación de Cristo, la unión de Dios y el hombre. Sin embargo, no se considera que la redención del hombre haya tenido lugar solo en el pasado, sino que continúa hasta este día a través de la teosis. Los Sacramentos, o Misterios Sagrados son los medios más importantes por los cuales los fieles pueden obtener la unión con Dios, siempre que sean recibidos con fe después de la preparación apropiada. Los cristianos creen que Dios está presente en todas partes y llena todas las cosas por su gracia divina, y que toda la creación es, en cierto sentido, un "sacramento". Sin embargo, creen que "Él está más específicamente e intensamente presente en [esos] modales particulares y confiables que Él mismo ha establecido", es decir, en los Sagrados Misterios.

## Otras religiones
En varias otras religiones, el conocimiento de algunas partes esotéricas de la doctrina o enseñanzas está reservado solo para ciertos miembros. Esta ha sido una característica del budismo tántrico, el hinduismo, el catarismo, algunas partes del Islam chiita y la religión drusa. En el judaísmo tradicional, el estudio de gran parte de la tradición mística de la Cábala está reservado para los estudiosos. El esoterismo es una característica importante de muchos movimientos modernos como el Rosacrucismo, la Teosofía y la Cienciología.